# Harriet Bland
Harriet Claiborne Bland (St. Louis, 13 de fevereiro de 1915 – Fort Worth, 6 de novembro de 1991) foi uma velocista e campeã olímpica norte-americana.
Em Berlim 1936 foi campeã olímpica integrando o revezamento 4x100 m, com Betty Robinson, Annette Rogers e Helen Stephens, com o tempo de 46,9, depois que a equipe alemã, que havia quebrado o recorde mundial na eliminatória e liderava a final com oito metros de vantagem, deixou cair o bastão na transição entre as duas últimas corredoras.